# Liste der Biografien/Chaf
Liste der Biografien |
Portal Biografien |
Personensuche
# |
A |
B |
C |
D |
E |
F |
G |
H |
I |
J |
K |
L |
M |
N |
O |
P |
Q |
R |
S |
T |
U |
V |
W |
X |
Y |
Z |
?
 
Ca |
Cb |
Cc |
Ce |
Ch |
Ci |
Cj |
Ck |
Cl |
Cm |
Cn |
Co |
Cr |
Cs |
Ct |
Cu |
Cv |
Cw |
Cy |
Cz
 
Cha |
Chb |
Che |
Chh |
Chi |
Chk |
Chl |
Chm |
Chn |
Cho |
Chr |
Cht |
Chu |
Chv |
Chw |
Chy
 
Chaa |
Chab |
Chac |
Chad |
Chae |
Chaf |
Chag |
Chah |
Chai |
Chaj |
Chak |
Chal |
Cham |
Chan |
Chao |
Chap |
Chaq |
Char |
Chas |
Chat |
Chau |
Chav |
Chaw |
Chay |
Chaz
Die Liste der Biografien führt alle Personen auf, die in der deutschsprachigen Wikipedia einen Artikel haben. Dieses ist eine Teilliste mit 30 Einträgen von Personen, deren Namen mit den Buchstaben „Chaf“ beginnt.

## Chaf

### Chafa
- Chafadschi, Ibrahim (1926–2017), saudi-arabischer Dichter und Schriftsteller
- Chafaï, Choumicha (* 1972), marokkanische Fernsehköchin

### Chafe
- Chafee, John (1922–1999), US-amerikanischer Politiker
- Chafee, Lincoln (* 1953), US-amerikanischer Senator und Gouverneur
- Chafee, Louisa (* 1991), US-amerikanische Seglerin
- Chafetz, Gary S. (* 1947), US-amerikanischer Journalist und Autor
- Chafetz, Janet Saltzman (1942–2006), amerikanische Professorin für Soziologie

### Chaff
- Chaffault de Besné, Louis Charles du (1708–1794), französischer Vizeadmiral
- Chaffe, Walter (1870–1918), britischer Tauzieher
- Chaffee, Adna (1842–1914), US-amerikanischer OffizierAdna Chaffee (1842–1914)

Adna Chaffee (1842–1914)

- Chaffee, Adna R., Jr. (1884–1941), US-amerikanischer Armeeoffizier
- Chaffee, Calvin C. (1811–1896), US-amerikanischer Politiker
- Chaffee, Emory Leon (1885–1975), US-amerikanischer Physiker
- Chaffee, Jerome Bunty (1825–1886), US-amerikanischer Politiker
- Chaffee, Nancy (1929–2002), US-amerikanische Tennisspielerin
- Chaffee, Rick (* 1945), US-amerikanischer Skirennläufer
- Chaffee, Roger B. (1935–1967), US-amerikanischer AstronautRoger B. Chaffee (1935–1967)

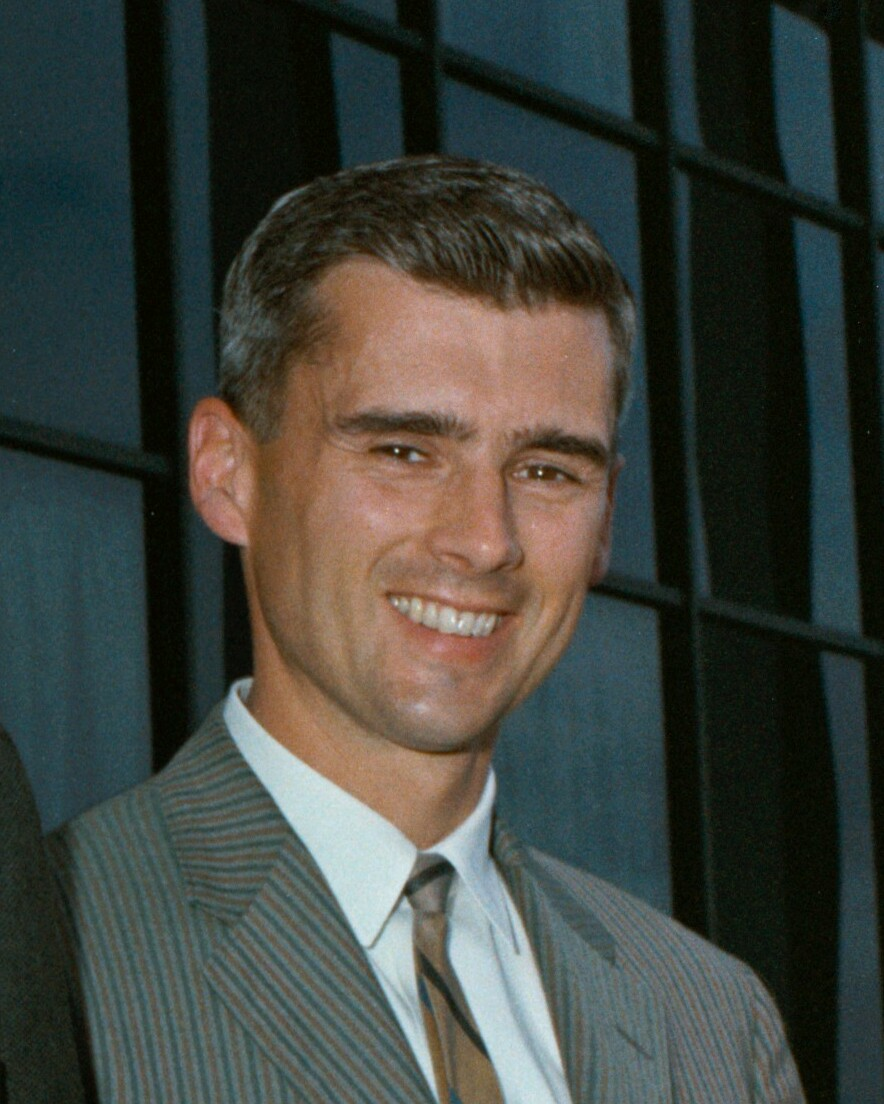
Roger B. Chaffee (1935–1967)

- Chaffee, Suzy (* 1946), US-amerikanische Skirennläuferin und Schauspielerin
- Chaffer, Lucy (* 1983), australische Skeletonpilotin
- Chaffetz, Jason (* 1967), amerikanischer Politiker
- Chaffey, Don (1917–1990), britischer Regisseur
- Chaffey, Karl, US-amerikanisch-kanadischer Schauspieler
- Chaffin, Ceán (* 1957), US-amerikanische Filmproduzentin
- Chaffin, Jessica, US-amerikanische Schauspielerin

### Chafi
- Chafik, Fouad (* 1986), marokkanischer Fußballspieler
- Chafik, Sérénade (* 1965), ägyptische Menschenrechtlerin
- Chafino, Jose (* 1964), spanischer Musiker, Pianist und Komponist
- Chafisullin, Dinar Ramilewitsch (* 1989), russischer Eishockeyspieler

### Chafn
- Chafni, Kamel (* 1982), marokkanischer Fußballspieler

### Chaft
- Chaftar, Mounir (* 1986), deutscher Fußballspieler